# Білик Іван Іванович
Іва́н Іва́нович Бі́лик (1 березня 1930, Градизьк, сучасна Полтавська область, УРСР — 27 листопада 2012, Київ, Україна) — український письменник, історичний романіст, перекладач болгарської літератури, лауреат Шевченківської премії (1991).

## Біографія
У 1950-ті роки вчителював у сільській школі, безуспішно намагався поступити на архітектурний та історичний факультети, до театрального інституту. 1961 року закінчив факультет журналістики Київського університету. Працював у редакціях газет («Робітнича газета», «Молодь України», «Літературна Україна»).
Друкувався з 1956 року. Член Спілки письменників України з 1967 року.
Автор сенсаційних українських історичних романів радянських часів — «Меч Арея» (1972) і «Похорон богів» (1986).
Відразу після видання обидві книги стали бестселерами. Втім, «Меч Арея» 1972 року заборонили та вилучили з бібліотек, нерозпродані примірники — з книгарень (встигли знищити 5 тисяч примірників — із 65 тисяч накладу). Письменника примусили звільнитися з роботи в редакції «Літературної України» (3,5 роки був безробітним, лише 1976 р. вдалося влаштуватися в редакцію часопису «Всесвіт» на посаду «секретар-друкар»), позбавили права друкуватись, піддали цькуванню в пресі.
Після того книжка в СРСР поширювалася «з рук у руки», але була перевидана за кордоном — у Канаді, Америці, Великій Британії та інших країнах. На теперішній час витримала 15 перевидань (в тому числі 9 — за кордоном).
Відомий також як перекладач творів сучасних болгарських письменників (Е. Коралова, Е. Станева, П. Вежинова, А. Гуляшки, І. Давидкова, І. Петрова, К. Калчева, Б. Димитрової, Б. Райнова, М. Марчевського та інших).
Помер після тривалої хвороби у віці 82 років.

## Відзнаки
Лауреат
- Державної премії імені Т. Г. Шевченка за історичний твір «Золотий Ра» (1991)
- Всеукраїнської літературної премії за найкращий роман року за роман «Не дратуйте грифонів» (1993).
- Премії імені М. Старицького (1994).
- Відзнаки «Золотий письменник України» (2012)[3].

## Твори
- «Танго» [Архівовано 17 березня 2013 у Wayback Machine.] (роман, 1968) — про життя української еміграції.
- «Меч Арея» (роман, 1972)
- «День народження Золотої рибки» (роман, 1977) — про будівництво ГЕС, шкідливої для навколишнього середовища; порушено проблеми відповідальності особи перед суспільством і природою.
- «Земля Королеви Мод» (роман, 1982) — апофеоз людини, яка зберігає гідність і честь у найскрутніші моменти життя.
- «Похорон богів» [Архівовано 24 квітня 2008 у Wayback Machine.] (роман, 1986) — про події IX—X століть на землях Київської Русі.
- «Золотий Ра» [Архівовано 17 березня 2013 у Wayback Machine.] (1989) — «Історії» Геродота у вільному переказі.
- «Яр» (роман І. Білика — написаний 1958, виданий 2008 року)

Трилогія «Скіфи»:
- «Дикі білі коні» (роман, 1989)
- «Не дратуйте ґрифонів» (роман, 1993)
- «Цар і раб» (роман, 1992).

Інше
- Цар, якого вигодувала собака [Архівовано 24 квітня 2008 у Wayback Machine.] — історичне оповідання (є складовою частиною книги «Золотий Ра»).
- Дарунки скіфів [Архівовано 17 березня 2013 у Wayback Machine.] — історичне оповідання (є складовою частиною книги «Золотий Ра»).
- Аксіоми недоведених традицій [Архівовано 24 квітня 2008 у Wayback Machine.] — післяслово до роману «Меч Арея», яке одночасно є обґрунтуванням поглядів автора на історію. До написання автором цього післяслова рецензенти взагалі не допускали «Меч Арея» до друку.

## Вшанування пам'яті
2019 року на честь Івана Білика перейменовано Яблуневу вулицю у Києві.